# Nyírő Beáta
Nyírő Beáta névvariáns: Nyírő Bea (Balatonboglár, 1966. december 25. –) magyar színésznő, rendező.

## Életpályája
A szentesi Horváth Mihály Gimnázium irodalmi – drámai tagozatán érettségizett. 1989-ben végzett a Színház- és Filmművészeti Főiskolán, Békés András osztályában. Egy évadot a Józsefvárosi Színházban töltött, majd 1990-től a Thália Színház illetve a Tháliából alakult Arizona Színház tagja volt. 1993-tól szabadfoglalkozású színművésznő. 1997-től 2006-ig a Soproni Petőfi Színház tagja volt. Vendégművészként játszott a Radnóti Miklós Színházban, a  Pécsi Nemzeti Színházban, a Karinthy Színházban és a Játékszínben is. 2003-től a Turay Ida Színház színésznője, rendezéssel és jelmeztervezéssel is foglalkozik.

## Fontosabb színházi szerepei
- Harsányi Zsolt: A bolond Ásvayné... Zelmányi Lenke
- John Lennon – Paul McCartney – Munkácsi Miklós: Mindhalálig Beatles... Judit
- Mary Chase: Barátom, Harvey... Myrtle Mae Simmons
- Tersánszky Józsi Jenő: Kakuk Marci... Csuri Linka
- Karol Józef Wojtyla: Az aranyműves boltja... Mónika
- Ludvig Holberg: A politikus csizmadia... Rózsi
- Noël Coward: Vidám kísértet... Ruth
- Katona József: Bánk bán... Gertrudis
- Örkény István: Macskajáték... Egérke
- Hernádi Gyula: Csillagszóró... Patrícia
- Pozsgai Zsolt: A kölyök... Mildred
- Ábrahám Pál: Bál a Savoyban... Tangolita
- Alexandre Dumas – Várady Szabolcs: A három testőr... Mylady
- Peter Ustinov: Beethoven X. ... Jessica
- Zágon István – Nóti Károly – Eisemann Mihály: Hyppolit, a lakáj... Julcsa
- Arthur Schnitzler: Beláthatatlan táj... Génia
- Michael Frayn: Ugyanaz hátulról... Viki
- Neil Simon: Furcsa pár... Cecily
- Edward Knoblock: A faun... Miss Lydia Vancey
- Vadnay László: A csúnya lány... Sziszi
- Paul Portner: Hajmeresztő... Barbara DeMarco
- William Shakespeare: Rómeó és Júlia... Dajka
- Dale Wasserman – Mitch Leigh – Joe Darion: La Mancha lovagja... Aldonza
- Hubay Miklós – Vas István – Ránki György: Egy szerelem három éjszakája... Melitta
- Tamási Áron: Vitéz lélek... Panna
- Eisemann Mihály – Baróti Géza – Dalos Géza: Bástyasétány '77... Tini
- Csurka István: Döglött aknák... Zsóka
- Kálmán Imre: Marica grófnő... Marica
- Kálmán Imre: Cigányprímás... Zsigáné
- William Somerset Maugham – Nádas Gábor – Szenes Iván : Imádok férjhez menni... Victoria
- Szirmai Albert – Bakonyi Károly – Gábor Andor: Mágnás Miska... Marcsa
- Spiró György: Az imposztor... Skibinska
- Gaal József: A peleskei nótárius... Sötétség királynője; Szeréna; Cigányasszony (Bartók Kamaraszínház és Művészetek Háza)
- Huszka Jenő – Martos Ferenc – Darvas Szilárd: Lili bárónő... Illésházy Agatha
- Huszka Jenő – Martos Ferenc: Gül baba... Zulejka
- Móricz Zsigmond: Nem élhetek muzsikaszó nélkül... Kisvicákné
- Jókai Mór: A kőszívű ember fiai... Remigia nővér
- Willy Russel: Vértestvérek... Mrs. Lyons
- Robert Thomas: Nyolc nő... Pierrette (a sógornő)
- Robert Thoeren: SUGAR (Van, aki forrón szereti)... Sue
- Ron Aldridge: Csak kétszer vagy fiatal... Julia
- Vajda Katalin: Anconai szerelmesek... Agnese
- Vajda Anikó: Nem tudok élni nélküled... Ági (szállodamenedzser, Tibor felesége)
- Abay Pál – Gyökössy Zsolt: A maláji lány... Cleo
- Topolcsányi Laura: A vöröslámpás ház... Szidónia
- Topolcsányi Laura: Csakazértis szerelem... Mariska
- Topolcsányi Laura: Szellem a spájzban... Magda (Öregasszony lánya, telt, de csinos 39 éves, vénlány)
- Topolcsányi Laura – Berkes Gábor: Ikrek előnyben!... Olga
- Topolcsányi Laura – Berkes Gábor: Bubamara... Irén
- Georges Berr – Louis Verneuil – Fényes Szabolcs – Mihály István: Hazudni tudni kell... Suzy Flute, színésznő
- Topolcsányi Laura – Berkes Gábor: A férfiak a fejükre estek... Adél, terapeuta
- Hollywoodi Csillagok: Gyémántok Asszonya: Gábor Zsazsa ... szereplő
- Topolcsányi Laura: A medve nem játék!... szereplő
- Zilahy Lajos: Az utolsó szerep... Szabin; Emma nővér

## Filmek, tv
- Eszmélet (1989)
- Linda Erotic show  epizód (1989)
- Erdély aranykora
- Sztálin (amerikai-magyar)
- Szeszélyes évszakok
- Eisemann-Baróti-Dalos: Bástyasétány 77 (A Soproni Petőfi Színház és a Radnóti Színház közös produkciója)
- Doktor Balaton (2020–2022)
- A mi kis falunk (2024)

## Rendezései
- Péter és a farkas
- A négy évszak
- A suszter manói
- Holle anyó
- Betlehem csillaga
- Csipkerózsika
- Hófehérke és a hét törpe
- A hattyúk tava
- A szeméthegyen túl
- A didergő király
- A rátóti csikótojás
- Tündéria
- Charley nénje?
- Hamupipőke
- Mágnás Miska
- Csingiling

## Szinkron munkái
Sorozat szinkronszerepei:
- Anyák, feleségek, szeretők: Maria Lipert - Maria Gladkowska
- Halálos némberek (Asszonymaffia): Barbara Du Prez - Felicity Montagu
- A nevem Earl: Billie - Alyssa Milano
- A vadmacska új élete: Apolonia Rudell - Azela Robinson
- Az egység: Sgt. Kayla Medawar - Kavita Patil
- Baywatch: Donna Marco - Donna D’Errico
- Baywatch Hawaii: Leigh Dyer - Brande Roderick
- Bűvölet: Mariella Corradi - Giulietta Revel
- Célkeresztben: Brandi Shannon - Nichole Hiltz
- Charlie – majom a családban: Maren Waldner - Saskia Valencia
- Csengetett, Mylord?: Penelope Barrington-Blake - Sorel Johnson
- Csupa-csupa élet: Nicole - Angelica Zeibner
- Dinasztia: Samantha Josephin „SammyJo” Reece Dean Carrington - Heather Locklear
- Esmeralda: Esmeralda Rosales-Peńarreal - Leticia Calderón
- Fekete nyíl: Magdalia di Toblach - Jane Alexander
- Harmadik műszak: Off. Sasha Monroe - Nia Long
- Jenny: Jenny McMillan - Jenny McCarthy
- Jóbarátok: Phoebe Buffay- Hannigan - Lisa Kudrow
- Julieta: Julieta Valderrama - Leticia Calderón
- Kedves nővérek: Karen - Florentine Lahme
- Két pasi – meg egy kicsi: Judith Harper - Marin Hinkle
- Modellügynökség: Stephanie Smith - Heather Medway
- Monk – A flúgos nyomozó: Sharona Fleming - Bitty Schram
- Páran párban: Jane Christie - Gina Bellman
- Providence: Heather Tupperman - Dana Daurey (TV2 szinkronverzió)
- Sleeper Cell - Terrorista csoport: Special Agent Patrice Serxner - Sonya Walger
- Tűzoltók: Firefighter Marilyn 'Tex' Perez - Tottie Goldsmith
- Vadmacska: Eduarda Arismendi - Mara Croatto
- Vágyrajárók: Jackie Garcia - Rain Pryor
- Vészhívás: Dee Suzeraine rendőr - Jennifer Kent